# Ланарк (Онтарио)
Ланарк (англ. Lanark) — неинкорпорированная община и бывшая деревня в составе современного муниципалитета (и объединённого посёлка) Ланарк-Хайлендс, округ Ланарк, в Восточном Онтарио, Канада. Площадь 4,73 км².

## История
Деревня была впервые заселена в 1820 году шотландскими иммигрантами, которые назвали её в честь города Ланарка в Шотландии. В 1823 году в деревне открылось первое почтовое отделение. Вскоре она стала крупным центром лесозаготовительной и текстильной промышленности, причём в обоих случаях использовалась река Клайд, протекающая через деревню, в качестве источника энергии и в качестве транспортного пути для сплава брёвен на восток к реке Оттаве.
Текстильная промышленность просуществовала около 170 лет, но её деятельность была прекращена из-за распространения дешёвого азиатского текстиля в Северную Америку. Рабочие места в текстильной промышленности ушли за границу.
Лесозаготовка продолжалась, хотя и в гораздо меньшем объёме. Древесину заготавливают в основном для целлюлозной промышленности или на дрова. В 1959 году крупный пожар уничтожил многие основные коммерческие постройки и несколько домов в центре селения. Большинство зданий не были застрахованы должным образом. В деревне есть музей деревни Ланарк и муниципалитета, в котором представлены экспонаты по местной истории.
До конца 1990-х годов основным работодателем в деревне была фабрика Glenayr Kitten Mill, которая производила одежду и предлагала свою продукцию в нескольких фабричных магазинах в деревне. Некоторые из зданий до сих пор известны под своими названиями (например, Фабрика для котят № 1) местным жителям. Основателем этих зданий был деревообрабатывающий завод Clyde Woolen Mills.

## Спорт и отдых
Ланарк в прошлом был местом проведения чемпионата Канадской высшей лиги по бейсболу. В бейсбольном турнире участвуют 18-летние игроки со всей страны, которые играют в Мемориальном парке Клайда.

## Демография
Согласно переписи Статистического управления Канады 2001 года:
- Население: 869 человек
- Изменение в % (1996—2001): 0,5
- Жилища: 362
- Плотность населения: 183,7 чел./км²

Расовый состав:
- Белые: 98,5 %
- Аборигены: 1,1 %
- Азиаты: 0,2 %
- Чернокожие: 0,2 %